# 鳥取10号公園
鳥取10号公園（とっとり10ごうこうえん）は、北海道釧路市にある公園。

## 概要
釧路市中心部から北西約5.5kmに位置し、周辺地域は鳥取県移住者が開拓した由緒ある地区になっている。「鳥取土地区画整理事業」によって公園用地として確保され、1984年度（昭和59年度）から国庫補助事業として整備を進めて1996年度（平成8年度）に完了した。
1986年（昭和61年）に北海道では唯一昭和天皇御在位60年を記念した健康運動公園などの指定を受け、コミュニティ体育館（鳥取ドーム）を中心とした施設設備を行った。

## 施設
釧路市コミュニティ体育館（鳥取ドーム）
アリーナ面積：22,110.39m²
利用可能種目：テニス・ソフトボール・ゲートボール・バレーボール、卓球ほか
サブアリーナ
研修室、健康相談室（トレーニング室）、投球練習場、卓球台
鳥取野球場
利用期間：5月1日から10月31日
グラウンド面積：10,100m²
鳥取10号公園テニスコート
利用期間：5月1日から10月31日
コート数3面
鳥取10号公園パークゴルフ場
利用期間：5月下旬から10月下旬
全長820m、18ホール
バーベキューコーナー
チビッコ広場そばに8炉（椅子なし）
釧路市鳥取コミュニティセンター（コア鳥取）
アリーナ面積：516.15m²
利用可能種目：卓球・ソフトバレーボール・バドミントンほか
釧路市鳥取西児童センター
鉄筋コンクリート平屋建

## 参考資料
- “釧路市都市公園条例施行規則”. 釧路市例規類集.  釧路市. 2015年12月17日閲覧。
- “釧路市コミュニティ体育館条例”. 釧路市例規類集.   釧路市. 2015年12月19日閲覧。
- “釧路市コミュニティ体育館条例施行規則”. 釧路市例規類集.   釧路市. 2015年12月19日閲覧。
- “釧路市体育施設管理条例”. 釧路市例規類集.   釧路市. 2015年12月19日閲覧。
- “釧路市コミュニティセンター条例”. 釧路市例規類集.   釧路市. 2015年12月19日閲覧。
- “釧路市コミュニティセンター条例施行規則”. 釧路市例規類集.   釧路市. 2015年12月19日閲覧。
- “釧路市児童館条例”. 釧路市例規類集.   釧路市. 2015年12月19日閲覧。
- “釧路市の公園・緑地” (PDF).   釧路市 (2008年). 2015年12月19日閲覧。